# 愛在記憶中找你
《愛在記憶中找你》 是林峯的首張個人大碟，於2007年11月23日公開發售。《愛在記憶中找你》是以三個不同的封面推出發行，隨碟附送2首Music Video。

## 曲目列表
《愛在記憶中找你》一共收錄了10首歌曲和2首歌曲的音樂錄影帶：「愛在記憶中找你」和「赤地轉機」。
| 次序 | 歌曲名稱         | 作曲                                 | 填詞                    | 編曲         | 監製   | 時間  | 備注                                      |
| 1    | 愛在記憶中找你   | 鄧智偉                               | 張美賢                  | Johnny Yim   | 舒文   | 04:15 | 首支派台歌 電視劇《歲月風雲》廣東話版插曲 |
| 2    | 朋友，請不要傷悲 | Jeon Hae Seong                       | 林若寧                  | 橋韜         | 周初晨 | 03:55 |                                           |
| 3    | 赤地轉機         | 周初晨                               | 小優                    | Adam Lee     | 周初晨 | 04:12 | 第二首派台歌                              |
| 4    | 你並不孤單       | 胡文                                 | 林夕                    | Ted Lo       | 舒文   | 03:41 |                                           |
| 5    | 原罪             | Kenix Cheang                         | Kenix Cheang、Rocky Lee | Kenix Cheang | 舒文   | 03:22 |                                           |
| 6    | 真的哭了         | 彭海桐                               | 周初晨                  | Adam Lee     | 周初晨 | 03:58 |                                           |
| 7    | 潑墨桃花         | 古馳                                 | 周耀輝                  | 古馳         | 舒文   | 04:13 |                                           |
| 8    | 一次一次一次     | Apichichi Yenpoonsook、Terdsan Japan | 林若寧                  | Tommy仔      | 周初晨 | 03:53 |                                           |
| 9    | 反話             | Johnny Yim                           | 陳姿喬                  | Johnny Yim   | 舒文   | 03:25 |                                           |
| 10   | 自己保重         | Leon Lam                             | 李峻一                  | 橋韜         | 周初晨 | 03:39 |                                           |

## 銷售情況
唱片於發行三星期後，已超過了金唱片銷量20,000張。

## 所獲獎項
- 無綫電視勁歌金曲優秀選第三回（2007）：歌曲獎 「愛在記憶中找你」
- 新城電台新城勁爆頒獎禮（2007）：新城勁爆新登場男歌手
- 路訊通RoadShow至尊音樂頒獎禮（2007）：Roadshow至尊卓越新人
- 無綫電視十大勁歌金曲頒獎典禮（2007）：最受歡迎男新人獎 - 金獎
- 9+2音樂先鋒榜（2007）：年度（港台）先鋒新人
- IFPI香港唱片銷量大獎（2007）：最暢銷男新人
- IFPI香港唱片銷量大獎（2008）：十大銷量廣東唱片《愛在記憶中找你》